# Ligne de Dombóvár à Komló
La Ligne de Dombóvár à Komló ou ligne 47 est une ligne de chemin de fer de Hongrie. Elle relie Dombóvár à Komló en passant par Godisa.
La distance de 18,8 km s'entend de Godisa à Komló.